# Harfangs de Beauport
Les Harfangs de Beauport sont une équipe de hockey sur glace de la Ligue de hockey junior majeur du Québec. Elle était basée à Beauport au Québec. Elle est devenue les Remparts de Québec en 1997.

## Historique
L'équipe est créée à Beauport, dans la région de Québec en 1990 et vit au fil des ans plusieurs de ses joueurs quitter pour la LNH dont notamment Éric Dazé, Simon Gagné et Martin Biron. En 1997 l'équipe quitte Beauport pour aller s'installer dans la ville de Québec et être renommée Remparts de Québec en l'honneur des défunts Remparts des années 1970.

## Statistiques
| No | Saison    | PJ | V  | D  | N | BP  | BC  | Pts | Classement                 | Séries éliminatoires               |
| -- | --------- | -- | -- | -- | - | --- | --- | --- | -------------------------- | ---------------------------------- |
| 1  | 1990-1991 | 70 | 26 | 40 | 4 | 233 | 297 | 56  | 5e place, Division LHJMQD  | non qualifiés                      |
| 2  | 1991-1992 | 70 | 25 | 40 | 5 | 257 | 298 | 55  | 5e place, Division LHJMQD  | non qualifiés                      |
| 3  | 1992-1993 | 70 | 17 | 51 | 2 | 243 | 349 | 36  | 6e place, Division LHJMQD  | non qualifiés                      |
| 4  | 1993-1994 | 72 | 36 | 30 | 6 | 298 | 287 | 78  | 3e place, Division LHJMQD  | éliminés au 3e tour                |
| 5  | 1994-1995 | 72 | 39 | 24 | 9 | 291 | 220 | 87  | 1er place, Division LHJMQD | éliminés au 3e tour                |
| 6  | 1995-1996 | 70 | 37 | 26 | 7 | 284 | 233 | 81  | 1er place, Division Dilio  | finaliste de la coupe du Président |
| 7  | 1996-1997 | 70 | 24 | 44 | 2 | 216 | 284 | 50  | 6e place, Division Dilio   | éliminés au 1er tour               |

## Référence
1. ↑  (en) Statistique des Harfangs de Beauport sur http://www.hockeydb.com